# Falco kurochkini
Falco kurochkini (боривітер кубинський) — вимерлий вид соколоподібних птахів родини соколових (Falconidae), що був ендеміком Куби. Був описаний за скам'янілостями, які датуються пізнім четвертинним періодом і були знайдені по всьому острову.
За розмірами кубинський боривітер був більший, ніж американський боривітер, але менший, ніж сапсан. Характерною рисою кубинських боривітрів були дуже довгі ноги, можливо, найдовші серед усіх представників роду Сокіл (Falco). Імовірно, кубинський боривітер жив на відкритих територіях і вів наземний спосіб життя, переслідуючи здобич пішки, як це роблять каракари. Через те, що на Кубі були відсутні хижі ссавці,  крім дрібних комахоїдних тварин, кубинські боривітри, імовірно, могли вільно гніздитися на землі і в розщелинах скель.
Дослідження викопних решток показують, що кубинський боривітер був симпатричним з ендемічним кубинським підвидом американського боривітра (F. sparverius sparverioides), який і нині живе на Кубі. Кубинський боривітр, імовірно, вимер внаслідок свого наземного способу життя, що зробило його вразливим перед пожежами, що влаштовували палеоіндіанці, а також перед інвазивними видами хижаків, занесеними європейцями. Можливо, він вимер лише у XVII столітті, коли Кубу колонізували європейці.
Вид був названий на честь російського палеоорнітолога Євгена Курочкіна, що першим відкрив кубинського боривітра.